# Ivan Vincze
Georg Ivan Vincze, född 25 april 1921 i Budapest, död okänt år, var en ungersk-svensk-dansk tecknare, målare och grafiker.
Han var son till affärsinnehavaren Julius Vincze och Maria Piedl och gift med den danske keramikern Karin Jørgensen. Vincze studerade konst i Kosice i Tjeckoslovakien 1939–1942 samt i Budapest och Pécs i Ungern 1943–1948 samt genom självstudier under resor till bland annat Österrike, Frankrike, Belgien och Tyskland. Han debuterade i den nationella konstsalongen som visades i Budapest 1950 och medverkade därefter i ett flertal ungerska grupp- och samlingsutställningar. I samband med det ungerska frihetskriget 1956 lämnade han Ungern och kom till Sverige 1957. Han var anställd som teaterdekoratör vid nationalteatern i Pécs 1951–1953 och arbetade under sin tid i Ungern mycket med tidnings och illustrationsteckningar i Ungern. Efter att han bosatt sig i Sverige var han anställd som konservator vid Arkiv för dekorativ konst i Lund 1957–1958 samtidigt som han bedrev fri konstnärlig verksamhet i Sverige och Danmark. I Sverige ställde han bland annat ut tillsammans med Nándor Wagner i Lund och tillsammans med Görel Leijonhielm i Ronneby. Som illustratör illustrerade han bland annat Karen Blixens Babettes gæstebud och Ivan Eugen Vinczes Gedichte. Han medarbetade i en rad ungerska, svenska och danska tidningar som illustratör.